# 1963年BAC 1-11テスト機墜落事故
1963年BAC 1-11テスト機墜落事故は、1963年10月22日に発生した事故。ブリティッシュ・エアクラフト・コーポレーションの保有する、プロトタイプのBAC 1-11 200AB（G-ASHG）がテスト飛行中に失速しイギリスのウィルトシャー近郊に墜落し、乗員7人全員が死亡した。 

## 飛行の詳細

### 事故機
事故機のBAC 1-11 200AB（G-ASHG）は、1963年に初飛行を行っていた。わずか81時間の飛行と、78サイクルでの墜落だった。

### 乗員
機長は43歳で、ヴィッカース・エアクラフトのチーフパイロットだった。また、BAC 1-11のシニア・プロジェクト・パイロットだった。総飛行時間は5,385時間で、うち78時間が同型機によるものだった:2。
副操縦士は46歳で、ヴィッカース・エアクラフトのテストパイロットだった。総飛行時間は9,648時間であった:2。

## 事故の経緯
この日、事故機は重心が様々な位置にあった場合を想定した失速、及び失速からの回復試験を行っていた。試験では、回復中の飛行性能などを記録していた。重心を許容範囲の最後部近くにし、フラップとギアを上げた状態で4回の試験を行った。5回目の失速試験では、高度16,000フィート (4,900 m)で、フラップを8度まで展開した状態で行った。機体は、5度から10度ほど機首を上げた状態で失速した。パイロットは、失速から回復させるために操縦桿を前に押したが、機首は上がり続け50度近くに達した。最終的には対気速度はほぼ無くなり、機体は急速に降下をし始めた。パイロットは、方向舵と補助翼を使い、左右に傾斜させることや、エンジン出力を最大にすることで回復を試みたもののうまくいかず、失速から140秒後に機体は、ウィルトシャーチクレード付近にあるCratt Hillに墜落し、乗員7人全員が死亡した。

## 事故原因

ディープストールの原理

事故原因は、ディープストールに陥ったことであった。ディープストールは、T字翼機特有の現象であり、失速時に昇降舵に当たる空気が主翼に阻害され、操縦不能に陥る現象である。この事故は、ディープストールにより墜落した初めての航空事故であった。
また、この試験方法はブリティッシュ・エアクラフト・コーポレーションが前年に開発したビッカース VC-10で行ったものであり、どちらもエンジンを胴体後部に設置した、リア・エンジン方式でT字翼機だったが、VC-10は大型かつ4発機であるという違いがあった。

## 事故後
ディープストールが認知された後、失速する前にパイロットに速度の低下を知らせるスティックシェイカーと、失速速度に近づくと機首を自動で下げるスティックプッシャーが開発され、他の航空機にも搭載された。

## 類似事故
- 1966年トライデント テスト機墜落事故（英語版）-同様に、ホーカー・シドレー トライデントがディープストールに陥り墜落した事故。
- 英国欧州航空548便墜落事故 - 1972年に発生したホーカー・シドレー トライデントによる墜落事故。直接の墜落原因はパイロットエラーによるディープストールだったとされている。